# OR10H3
OR10H3 (англ. Olfactory receptor family 10 subfamily H member 3) – білок, який кодується однойменним геном, розташованим у людей на короткому плечі 19-ї хромосоми. Довжина поліпептидного ланцюга білка становить 316 амінокислот, а молекулярна маса — 35 721.
| 10         |  | 20         |  | 30         |  | 40         |  | 50         |
| ---------- |  | ---------- |  | ---------- |  | ---------- |  | ---------- |
| MPGQNYRTIS |  | EFILSGFSAF |  | PQQLLPVLFL |  | LYLLMFLFTL |  | LGNLLIMATV |
| WIERRLHTPM |  | YLFLCALSIS |  | EILFTVAITP |  | RMLADLLFTH |  | RSITFVACAI |
| QMFFSFMFGF |  | THSFLLMVMG |  | YDHYVTICHP |  | LHYNMLMSPR |  | GCAHLVAWTW |
| AGGSVMGMMV |  | TMMVFHLTFC |  | GSNVIHHFLC |  | HVLSLLKLAC |  | GSKTSSVIMG |
| VMLVCVTALI |  | GCLFLIILSF |  | VFIVAAILRI |  | PSAEGRHKTF |  | STCVSHLTVV |
| VMHYSFASLI |  | YLKPKGLHSM |  | YSDALMATTY |  | TVFTPFLSPI |  | IFSLRNKELK |
| NAINKNFCRR |  | FCPLSS     |  |            |  |            |  |            |

A: Аланін

C: Цистеїн

D: Аспарагінова кислота

E: Глутамінова кислота

F: Фенілаланін

G: Гліцин

H: Гістидин

I: Ізолейцин

K: Лізин

L: Лейцин

M: Метіонін

N: Аспарагін

P: Пролін

Q: Глутамін

R: Аргінін

S: Серин

T: Треонін

V: Валін

W: Триптофан

Кодований геном білок за функціями належить до рецепторів, g-білокспряжених рецепторів, білків внутрішньоклітинного сигналінгу. 
Локалізований у клітинній мембрані, мембрані.